# Eduardo Fernandes Pereira Gomes
Eduardo Fernandes Pereira Gomes, meglio conosciuto come Dady (Lisbona, 13 agosto 1981), è un ex calciatore portoghese naturalizzato capoverdiano, di ruolo attaccante.